# Korinth (antike Stadt)
Korinth (griechisch Κόρινθος Korinthos (f. sg.), Aussprache [ˈkɔrintʰɔs]) ist eine antike griechische Stadt beim Isthmus von Korinth, also der Landenge, welche die Peloponnes und das griechische Festland verbindet. Westlich dieser Landenge befindet sich der Golf von Korinth. Die Stadt wird von der Küstenebene Vocha im Westen, den Gerania-Bergen im Osten und den Oneia-Bergen im Süden umgeben. Erdbeben haben die Stadt wiederholt zerstört.
Korinth liegt etwa 75 km westlich von Athen. Der Isthmus wurde in der Antike mit Schiffen überquert, indem sie auf Schiffskarren in vorgefertigten Spurrillen über die felsige Landenge geschleppt wurden. Die Trasse dazu ist unter dem Namen Diolkos bekannt. Seit Ende des 19. Jahrhunderts befindet sich hier jedoch der Kanal von Korinth.

## Geschichte

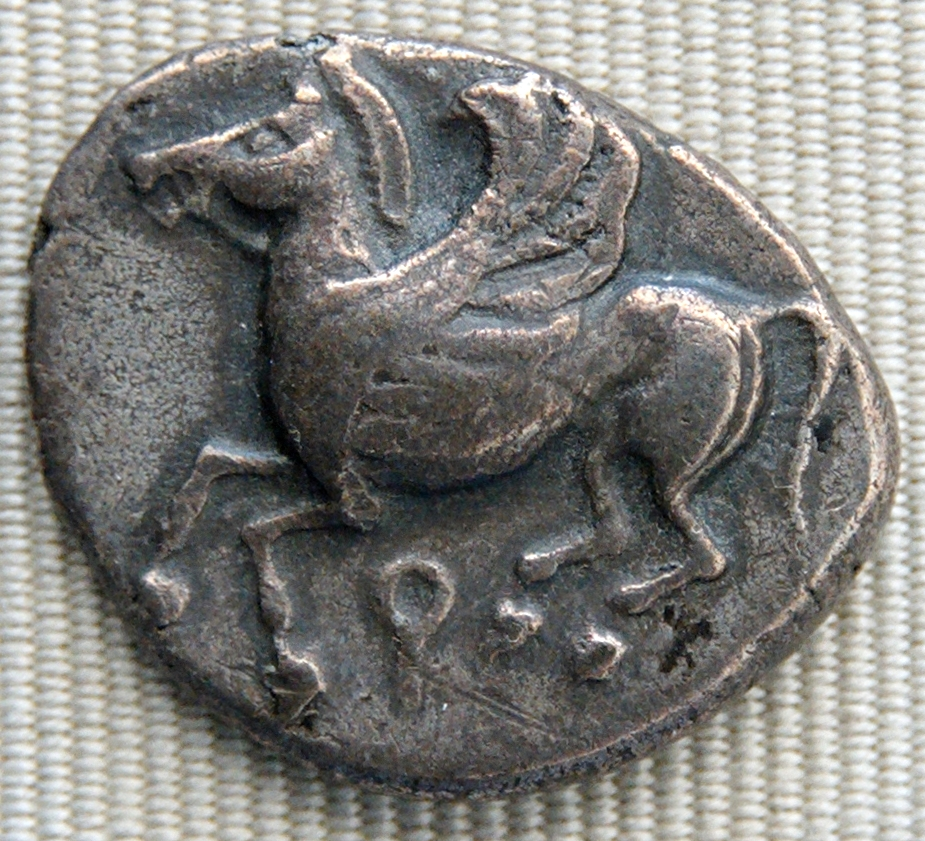
Auf diesem silbernen Stater steht unter dem Pegasus ein Qoppa als Münzzeichen Korinths

Einige besonders alte Ortsnamen, die zum Beispiel wie Korinthos auf - inthos enden oder das Suffix - nt(h) aufweisen, stammen aus einer vorgriechischen Sprache. Dem Mythos nach ist Sisyphos der Ahnherr einer Reihe von Königen in Korinth. Jason soll hier Medea verlassen haben.
Ursprünglich schrieb sich Korinth Ϙόρινθος Qorinthos, mit (dem später abgeschafften) Qoppa, weshalb man auf korinthischen Münzen ein ϙ als Münzzeichen findet.
Dank des Verkehrs und Handels über die Landenge konnte diese alte Stadt, die etwa im 10. Jahrhundert v. Chr. von den Dorern wiederbesiedelt wurde, während der klassischen griechischen Antike mit Athen und Theben in Bezug auf Reichtum konkurrieren. Bis zur Mitte des 6. Jahrhunderts v. Chr. war Korinth ein wichtiger Exporteur von Schwarzfiguriger Keramik und belieferte Städte in der gesamten griechischen Welt. Der große Tempel auf seiner Akropolis (Akrokorinth) war der Aphrodite gewidmet. Korinth war überhaupt einer der wichtigsten Orte des Aphroditekults. Laut einigen Quellen gab es beim Tempel der Aphrodite mehr als eintausend Tempeldienerinnen. Korinth war auch Gastgeber der Isthmischen Spiele.

### Klassische Antike

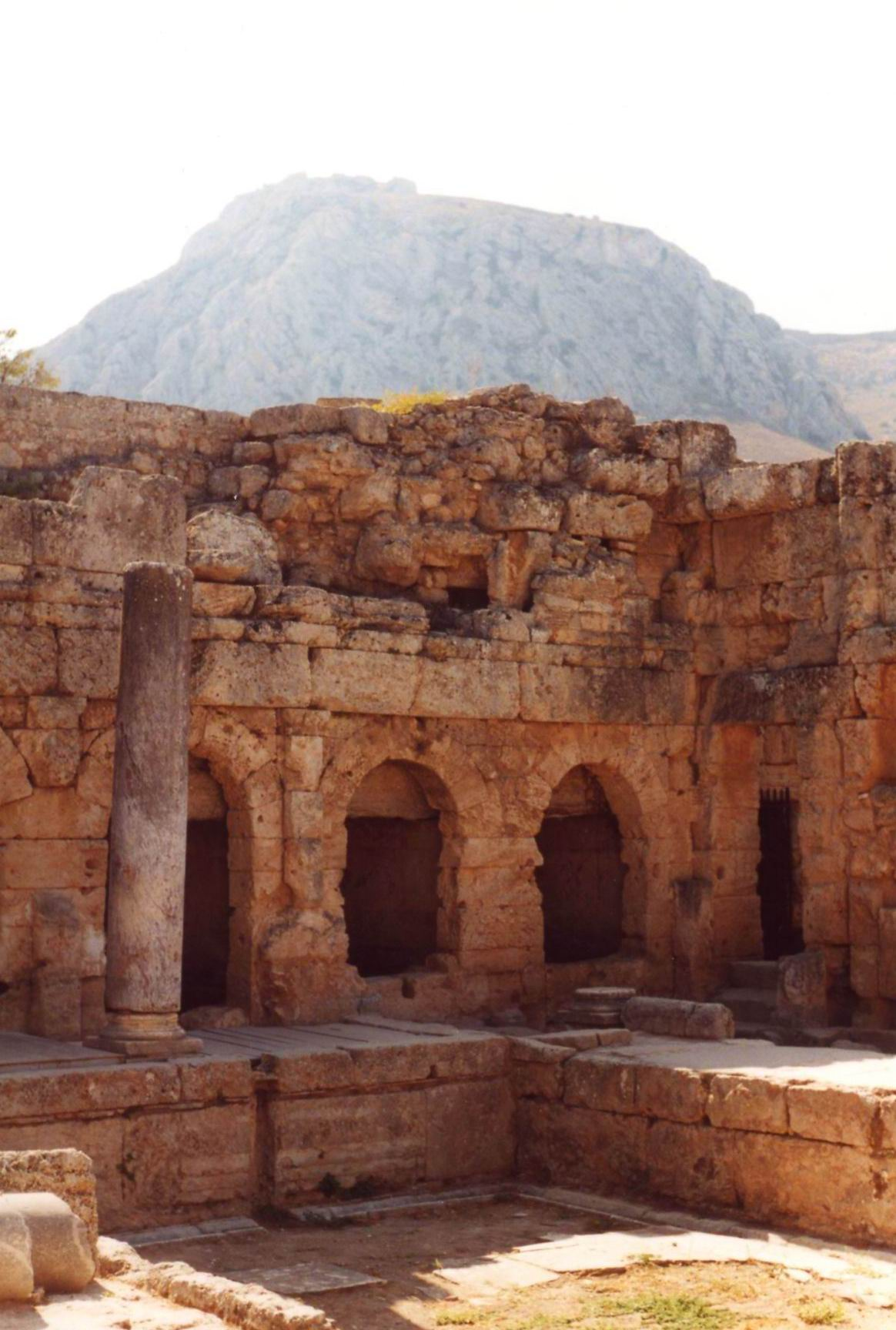
Der Peirene-Brunnen im antiken Korinth

Um 730 v. Chr. wanderten einige Korinther aus, um neue Städte zu gründen: Kerkyra auf der heutigen Insel Korfu und Syrakus auf Sizilien. Um den Gründer der Stadt Syrakus, Archias, ranken sich viele Legenden. Im Jahr 664 v. Chr. trafen Korinth und Kerkyra in der ersten griechischen Seeschlacht der Geschichte aufeinander (Thuk. I 13). Im 7. Jahrhundert v. Chr., als Korinth von den Tyrannen Kypselos und Periander regiert wurde, sandte die Stadt weitere Kolonisten aus, um Städte zu gründen, zum Beispiel Poteidaia auf der Halbinsel Chalkidiké, Ambrakia, Apollonia und Anaktorion und zusammen mit ihrer Kolonie Kerkyra die Städte Leukas und Epidamnos. Die Stadt war ein wichtiger Teilnehmer bei den Perserkriegen und stellte während der Schlacht von Salamis das zweitstärkste Flottenkontingent nach Athen. Auch an der Schlacht von Plataiai (479 v. Chr.) nahm die Stadt mit einem großen Aufgebot teil. Es kam aber bald zum Zerwürfnis mit Athen, nachdem der Athener Kimon 462 v. Chr. mit seinen Truppen das korinthische Gebiet ohne Erlaubnis durchzogen hatte. Es kam zum offenen Krieg, in dem Korinth im Bunde mit Epidauros die Athener bei Halieis besiegte, allerdings später eine wichtige Seeschlacht im Saronischen Golf verlor. Erst 451 v. Chr. kam es zu einem Waffenstillstand mit Athen, später zu einem Friedensvertrag.
Der Streit schwelte aber weiter und führte schließlich als einer der wichtigsten Faktoren zum Ausbruch des Peloponnesischen Kriegs, als die Flotte der Korinther beim Eingreifen in die innenpolitischen Wirren der kerkyrischen Kolonie Epidamnos zuerst eine Niederlage erlitt und 433 v. Chr. trotzdem in der Seeschlacht bei den Sybota-Inseln an der Küste von Epeiros einen glanzvollen Sieg errang. Kerkyra wandte sich mit einem Hilfegesuch an Athen. Korinth begab sich auf die Seite von Sparta. Nach dem Ende des Peloponnesischen Krieges, angesichts der sich verstärkenden Hegemonie Spartas, beschloss die Regierung der Stadt, sich den Athenern anzunähern. Dies führte im Jahre 394 v. Chr. zum Ausbruch des Korinthischen Krieges, in dem Korinth und Athen wieder gemeinsam mit Theben und Argos gegen Sparta kämpften. 392 kamen durch einen Umsturz in Korinth die Demokraten an die Regierung, die einen staatlichen Zusammenschluss mit Argos betrieben (392–386). Im Jahr 390 fand unter den Mauern der Stadt die Schlacht von Korinth statt, die durch innere Parteikämpfe zustande kam und in der auf beiden Seiten Bürger der Stadt kämpften. 386 beugten sich die Griechen dem Willen Spartas und des Perserkönigs, einen allgemeinen Landfrieden zu akzeptieren. Argos musste die Stadt räumen, und die wieder an die Macht gekommenen Aristokraten orientierten sich Richtung Sparta.
337 v. Chr. fiel Korinth unter die Herrschaft der Makedonen. Nach der Ermordung des makedonischen Königs Philipp II. von Makedonien 336 v. Chr. wählte die Bundesversammlung in Korinth dessen Sohn Alexander den Großen zum gemeinsamen Strategen (griechisch: Hegemon) für den schon von Philipp geplanten Perserfeldzug. In der Folgezeit befand sich die Stadt unter der Herrschaft von makedonischen Adeligen. In dieser Zeit wurde Korinth zur volkreichsten Stadt in Griechenland und war durch ihr blühendes wirtschaftliches und kulturelles Leben weit über lokale Gebiete bekannt. 243 v. Chr. wurde die Stadt vom Strategen des Achäischen Bundes namens Aratos überfallen und eingenommen. Unter der Herrschaft dieses bedeutenden Staatsmannes schloss sie sich diesem Bund an. Als die mit seiner Regierung unzufriedenen Einwohner der Stadt sich an den Spartanerkönig Kleomenes III. mit der Bitte um Hilfe wandten, trat Aratos die Herrschaft über Korinth an den Makedonenkönig Antigonos III. Doson im Jahre 224 v. Chr. ab. Der Sieg der Römer in der Schlacht von Kynoskephalai im Jahr 197 v. Chr. brachte den Korinthern die Befreiung von der makedonischen Bevormundung, weil die Römer die makedonische Garnison zum Abzug zwangen. Nach der Vertreibung der Makedonier gehörte Korinth zum Achäischen Bund und betrieb nun eine ausgesprochen antirömische Politik.
Nachdem 146 v. Chr. der Achäische Bund Sparta den Krieg erklärt hatte, kam es zu militärischen Zusammenstößen mit den römischen Armeen. Die siegreichen Römer unter dem Kommando des Feldherrn Lucius Mummius belagerten Korinth, das zum Zentrum des antirömischen Widerstandes wurde, zerstörten es im selben Jahr und ermordeten und versklavten die überlebenden Einwohner. Das Gebiet fiel zum Teil an Sikyon, der überwiegende Teil wurde zum römischen ager publicus erklärt.

### Römische Zeit und Spätantike
Auch wenn es einige archäologische Hinweise für eine minimale Besiedlung nach der Zerstörung Korinths 146 v. Chr. gibt, kam es doch erst 44 v. Chr. zu einer Neugründung der Stadt durch Gaius Iulius Caesar als römische Bürgerkolonie unter dem Namen Colonia Laus Iulia Corinthiensis. Dem römischen Historiker Appian zufolge waren die Siedler Freigelassene aus Rom. Unter den Römern wurde es Verwaltungssitz für die Provinz Achaea im südlichen Griechenland, und über mehrere Jahrzehnte war die Stadt eine lateinische Sprachinsel inmitten einer griechischen Umgebung. Der Apostel Paulus lebte zeitweilig in Korinth.
Schon im 2. Jahrhundert n. Chr. wurde Korinth Bischofssitz, spätestens im 4. Jahrhundert Sitz eines Metropoliten, und es blieb in dieser Position bis zum Wiederaufstieg Athens Anfang des 9. Jahrhunderts. 267 wurde die Stadt beim Einfall der Goten und Heruler schwer zerstört, jedoch schnell wieder aufgebaut. Für mehr als einhundert Jahre erlebte sie eine Spätblüte, bis sie Alarich I. 395 während der Invasion der Westgoten in Griechenland (395–396) plündern ließ und viele ihrer Bürger in die Sklaverei verkaufte. Trotzdem konnte sich Korinth nochmals erholen. 521 wurde die Stadt infolge eines schweren Erdbebens stark zerstört; Kaiser Justin I. ließ sie wieder aufbauen. Der Beginn der Slaweneinfälle (um 580) brachte das antike Leben in der Stadt fast vollständig zum Erliegen. Erst Jahrzehnte später gelang ein bescheidener wirtschaftlicher Wiederaufstieg.

### Mittelalter und Neuzeit
1147 wurde der Golf von Korinth zur Operationsbasis des Normannen Roger II. gegen die Region von Arta. Roger besetzte bald darauf Korinth selbst und siedelte unter Anwendung von Gewalt alle einheimischen Seidenweber nach Palermo um. Bald wurde die Stadt wieder vom Oströmischen Reich einverleibt. 1202 gelang es einem hohen byzantinischen Beamten, Leon Sguros, sich zum Herren der Stadt zu machen, aber bereits 1204 wurde seine Herrschaft infolge der Einnahme der Stadt durch die Teilnehmer des Vierten Kreuzzuges beendet. 1210 wurde Korinth Teil des neu geschaffenen Fürstentums Achaia und somit Teil des Lateinischen Kaiserreiches. In der Folgezeit erlebte die Stadt mehrere sich abwechselnde Herrscher, die sie zum Schauplatz von blutigen Kämpfen um den Einfluss auf Südgriechenland machten. Von 1421 bis 1458 war sie im byzantinischen Besitz. 1458 übernahmen die Osmanen die Macht im schon zur völligen Bedeutungslosigkeit verkommenen Korinth. 1611 unternahmen die Ritter des Malteserordens einen Überfall auf Korinth, der die Stadt schwer in Mitleidenschaft zog. Von 1687 bis 1715 herrschten die Venezianer über den Ort, in dem nur noch 1500 Einwohner lebten. Am Ende der Zeit der osmanischen Herrschaft 1821 hatte die Stadt 15000 Einwohner und nahm während der Griechischen Revolution rapide auf einige Hundert ab. Zu Beginn des griechischen Unabhängigkeitskampfes war eine Zeit lang erwogen worden, Korinth zur Hauptstadt des freien hellenischen Staates zu machen. Am 21. Februar 1858 wurde das alte Korinth, das damals etwa 4000 Einwohner zählte, durch ein Erdbeben zerstört und danach sechs Kilometer nordöstlich wieder aufgebaut. Unmittelbar neben dem antiken Siedlungsgelände liegt das Dorf Archea Korinthos. In den vergangenen zwanzig Jahren wurde Korinth zu einem bedeutenden Tourismuszentrum auf der Peloponnes.

## Ausgrabungen

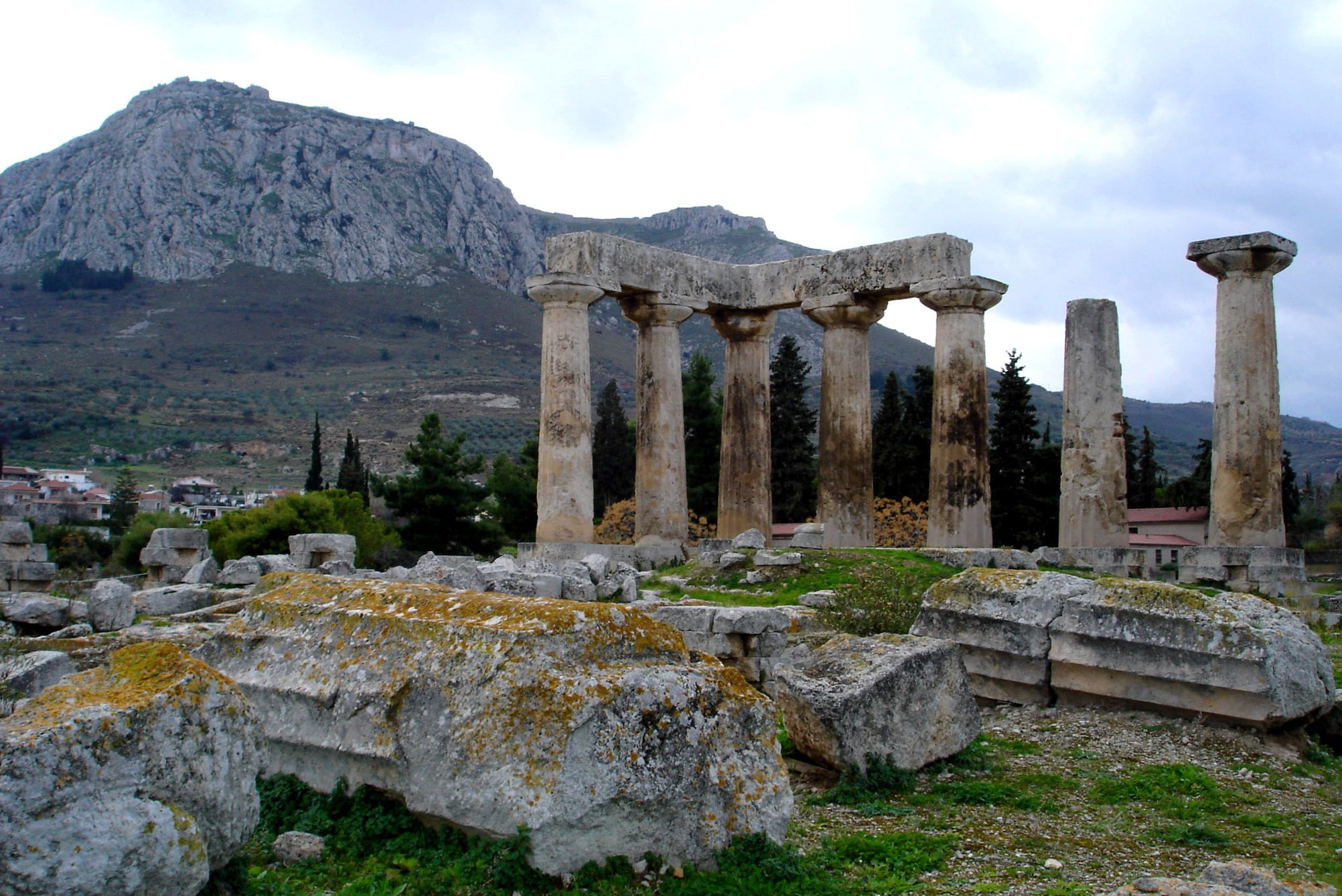
Der archaische Apollon-Tempel

Von der Größe und Bedeutung der archaischen Stadt gibt nur noch der Tempel des Apollon aus der Mitte des 6. Jahrhunderts vor Christus Zeugnis, der sich oberhalb der Agora befand. Von ihm stehen noch sieben größere Säulen. Die Ruinen geben einen sehr guten Eindruck einer bedeutenden römischen Stadt. Bemerkenswert ist die große Agora, deren gewaltiges Areal wahrscheinlich bereits im 4. vorchristlichen Jahrhundert seine noch erkennbare Form erhalten hatte. Im Osten der Agora befinden sich die Überreste der Basilica Iulia, eines im Jahre 44 n. Chr. von Kaiser Claudius errichteten Gerichtsgebäudes. Im Zentrum der Agora ist die Basis der Rednertribüne (Bema) zu erkennen, wo sich der Apostel Paulus vor dem römischen Prokonsul verantworten musste. Im Mittelalter wurde diese Stelle durch eine Kirche überbaut. Im Norden der Agora bildeten die Propyläen, eine Toranlage des 1. Jahrhunderts n. Chr., den Beginn der prunkvollen Lechaion-Straße, die sich fast unverändert bis zum 10. Jahrhundert n. Chr. erhalten hatte. Entlang dieser Straße befanden sich Kaufläden und eine Basilika, die dort stand, wo sich einst der alte Stadtmarkt befunden hatte. Es ist davon auszugehen, dass die Lechaion-Straße eine Art „Einkaufsmeile“ der spätantiken Stadt Korinth bildete, wo sich fast das gesamte öffentliche Leben abspielte. Dort ist auch eine gut erhaltene Latrine zu sehen. Dieses Areal wurde im 11./12. Jahrhundert nochmals durch Häuser reicher Byzantiner überbaut. Im 17. Jahrhundert entstand nördlich davon der Palast des osmanischen Bey, des Statthalters der Stadt, von dem kaum etwas geblieben ist.
Im Süden ist die Agora durch die 154 m lange Stoa begrenzt, die Philipp II. von Makedonien nach 338 v. Chr. als Gästehaus für die Abgeordneten des Korinthischen Bundes errichten ließ. An ihrer Rückseite befanden sich zahlreiche Läden. In der Zeit der römischen Herrschaft wurde der südliche Teil der Stoa zum „Verwaltungssitz“ der Isthmischen Spiele gemacht.
Reich ausgestattet ist das Brunnenhaus der Quelle der Peirene, die für ihr klares Wasser berühmt war. Unter sechs (durch Augustus erbauten) Arkaden war das Wasser zugänglich, viele Statuen schmückten den Bau, vor dem es auch ein Schwimmbecken gab. Ferner zu erwähnen ist ein großes Theater (aus dem 4. Jahrhundert v. Chr., mit vielen späteren Umbauten), das in der römischen Zeit durch einen mit Arena ausgestatteten Bau ersetzt wurde, wo angeblich die Aufführung von Seeschlachten, der Naumachien, möglich gewesen sei.
Das Odeion in unmittelbarer Nachbarschaft stammt aus dem 1. Jahrhundert n. Chr. und wurde im 2. Jahrhundert von Herodes Atticus durch Umbauten verändert. Im Süden des archäologischen Bezirks Korinths liegen Überreste einer aus dem 5. nachchristlichen Jahrhundert stammenden Bischofskirche, die durch einen Neubau aus dem 11. Jahrhundert überdeckt wurden. Die letzte Umgestaltung erfolgte im 13. Jahrhundert. Von dem Mauerring, zerstört durch den römischen Feldherren Mummius 146 v. Chr., sind an mehreren Stellen noch bis zu 40 m lange Abschnitte zu erkennen.

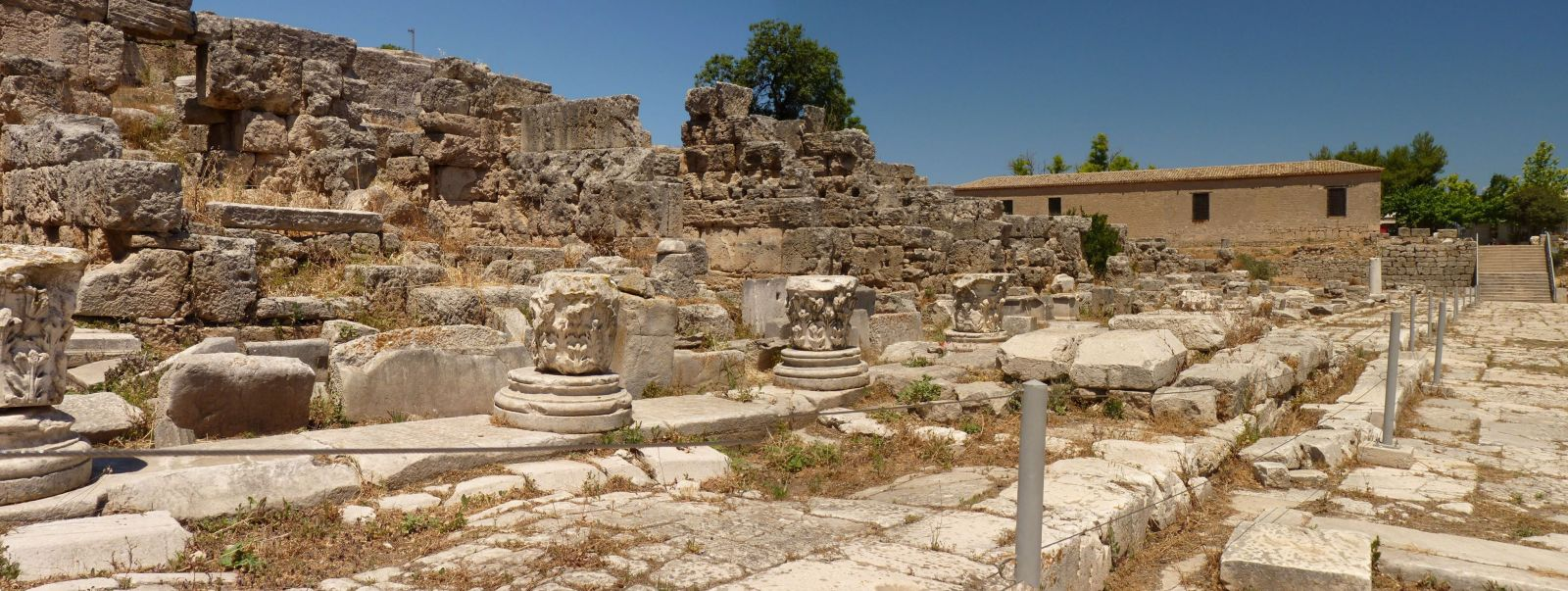
Lechaion-Straße
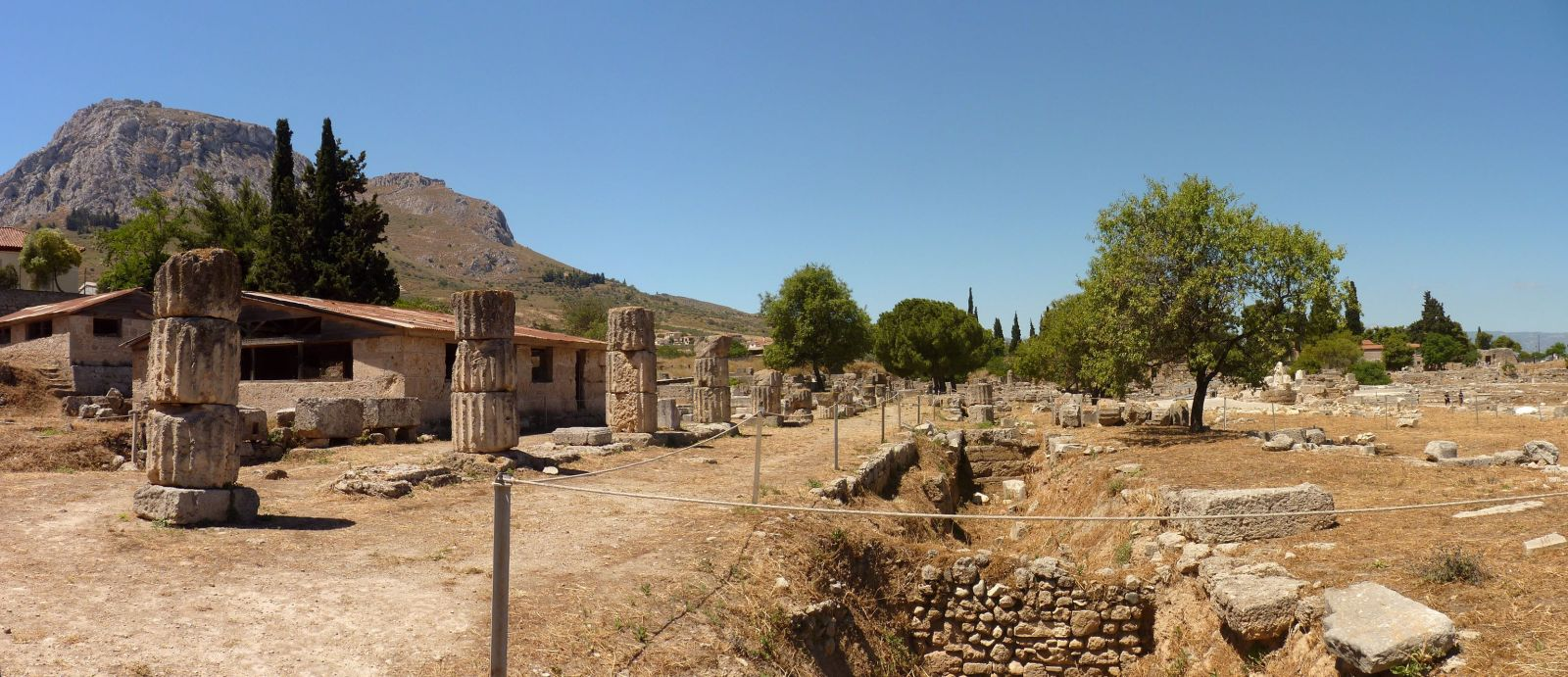
Süd-Stoa von Korinth
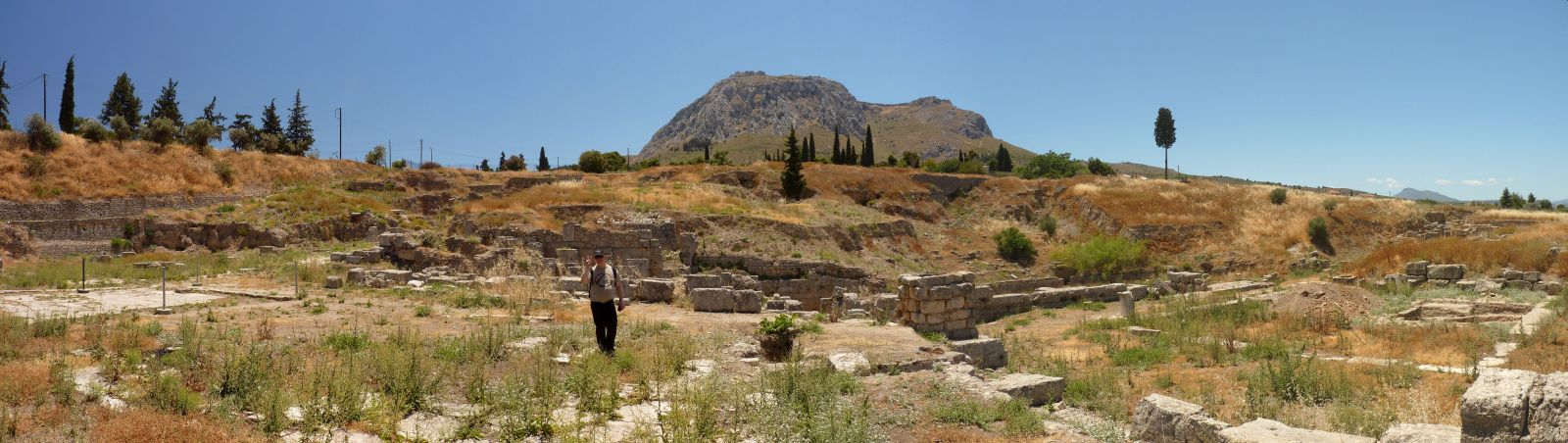
Theater im antiken Korinth
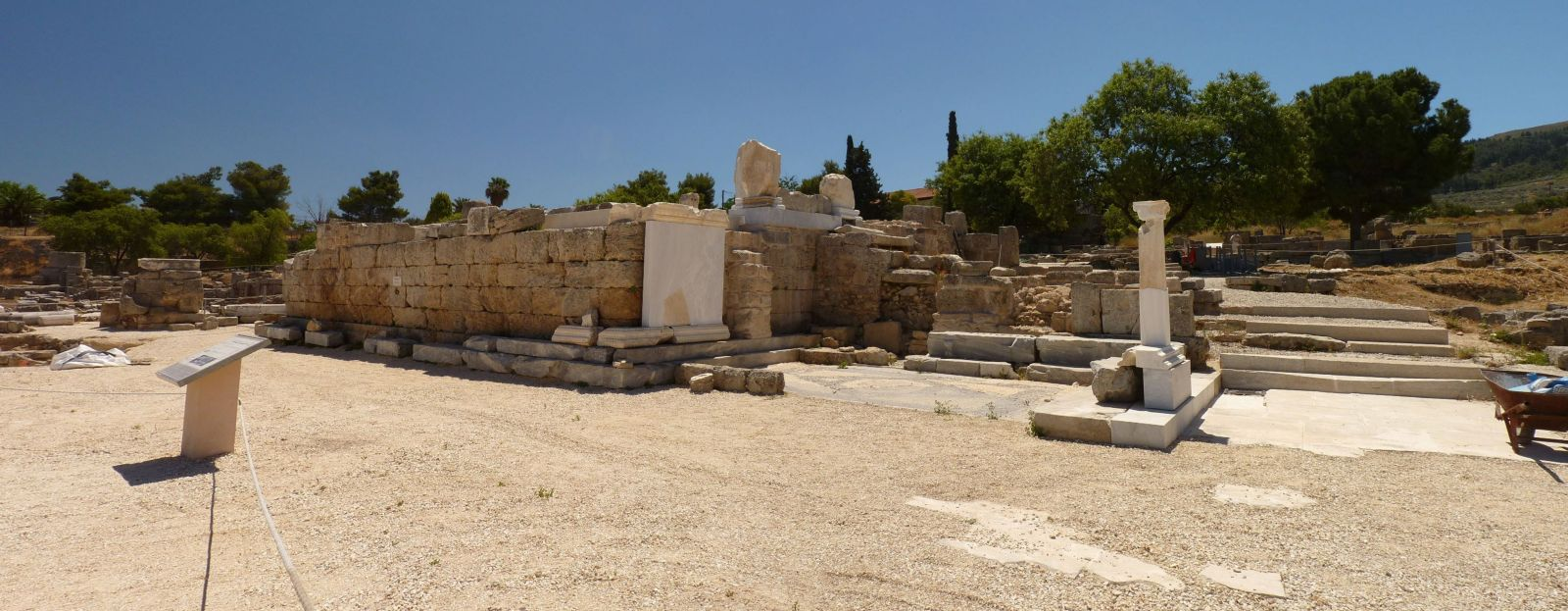
Rednertribüne Bema
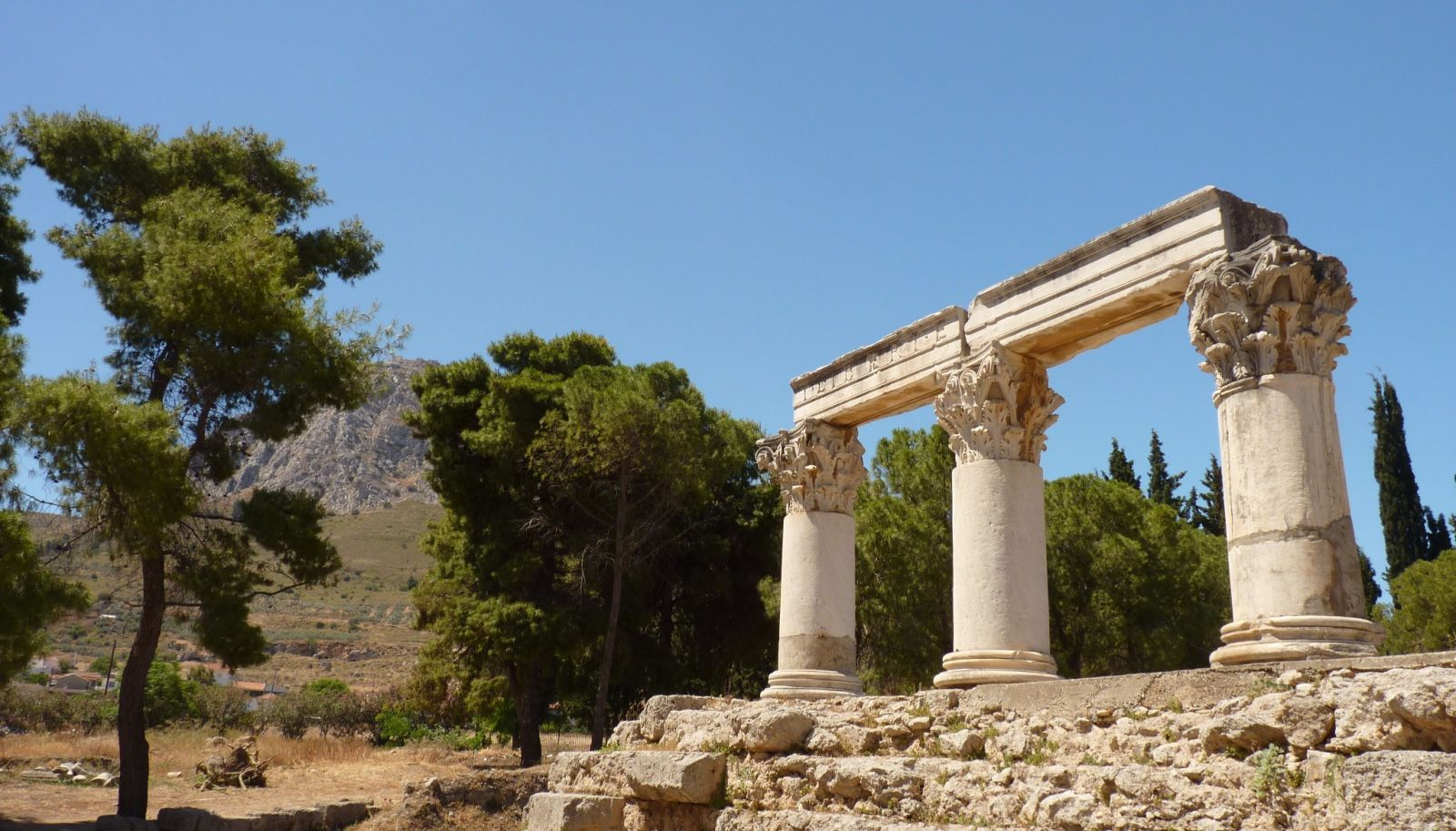
Der Tempel E im antiken Korinth

## Museum
Auf dem Ausgrabungsgelände befindet sich ein kleines Museum. In den um einen Innenhof gruppierten Räumlichkeiten sind antike Vasen, Mosaikbilder, Wandmalereien sowie plastische Arbeiten aus griechischer und römischer Zeit zu sehen.

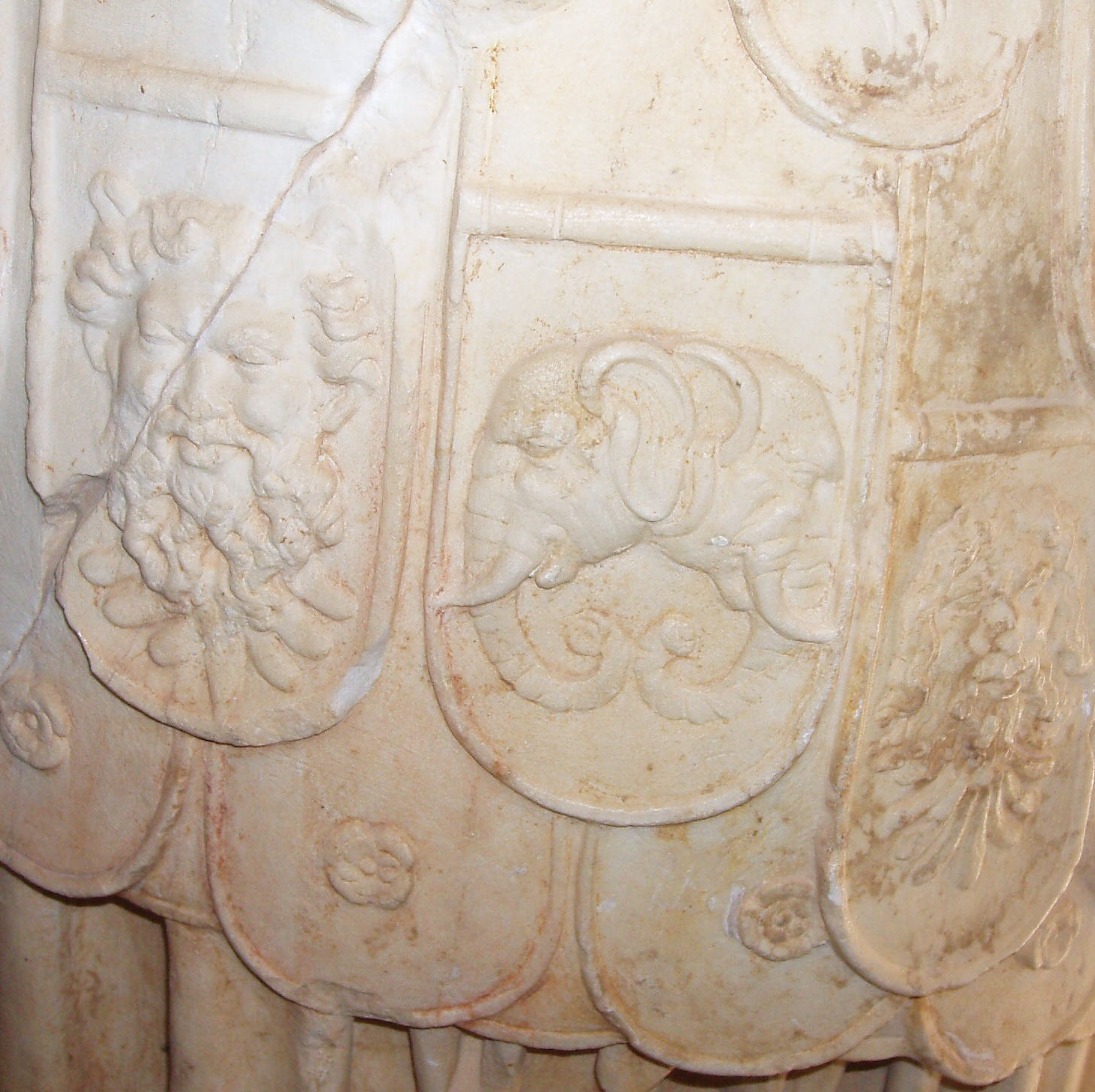
Detail des Schuppenpanzers einer römischen Panzerstatue
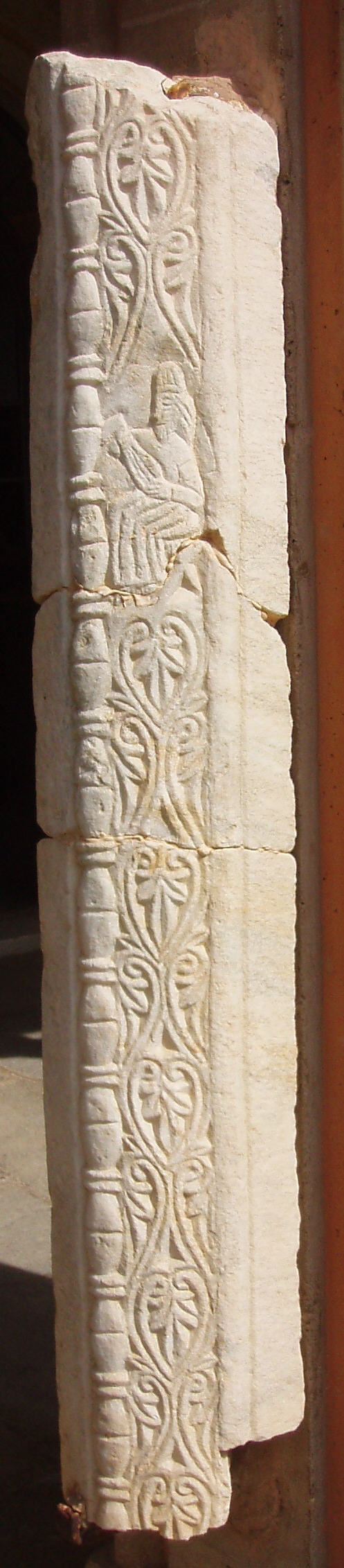
Fragment eines reich verzierten byzantinischen Türrahmens
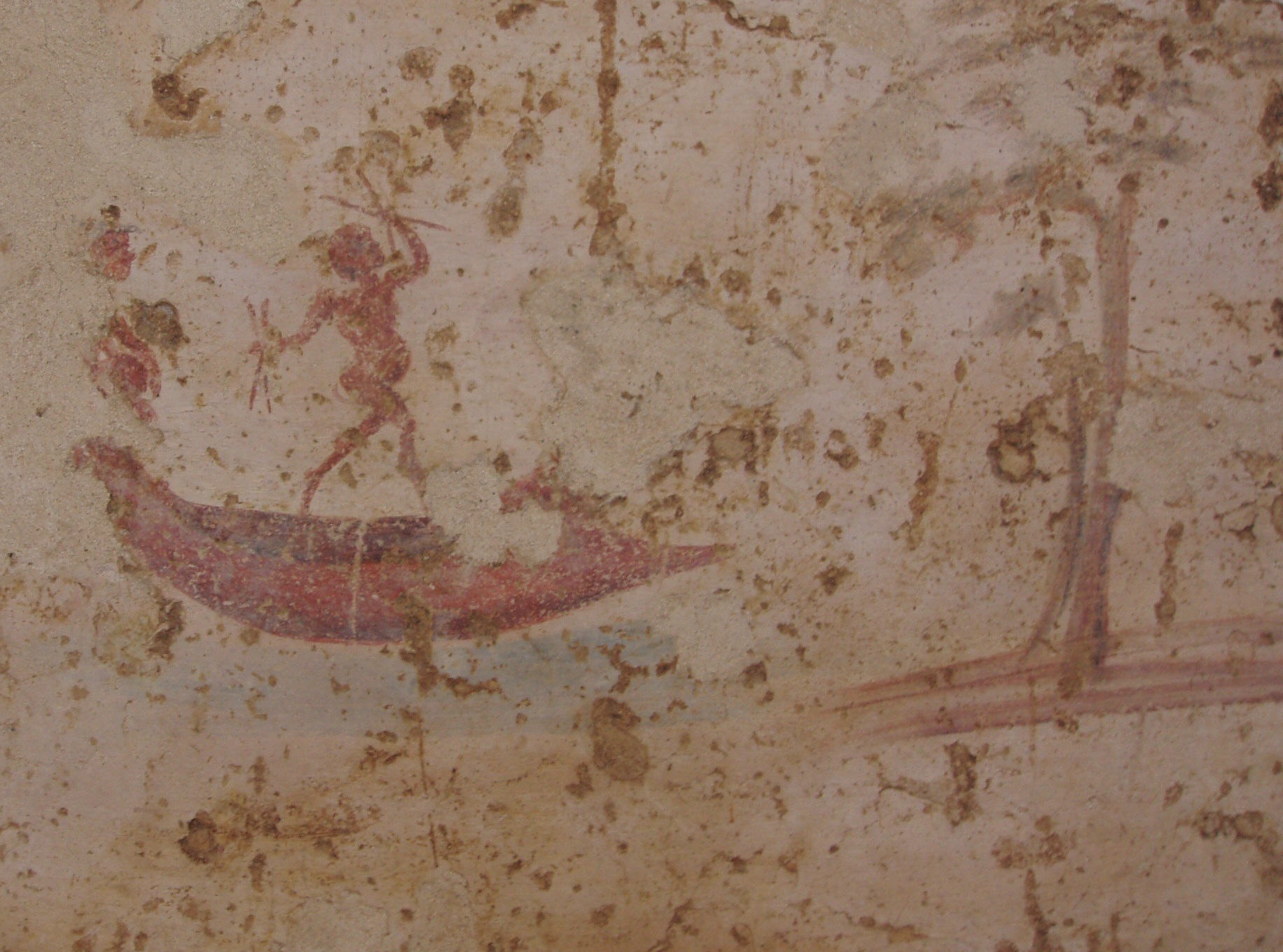
Wandmalerei mit Schiffsmotiv
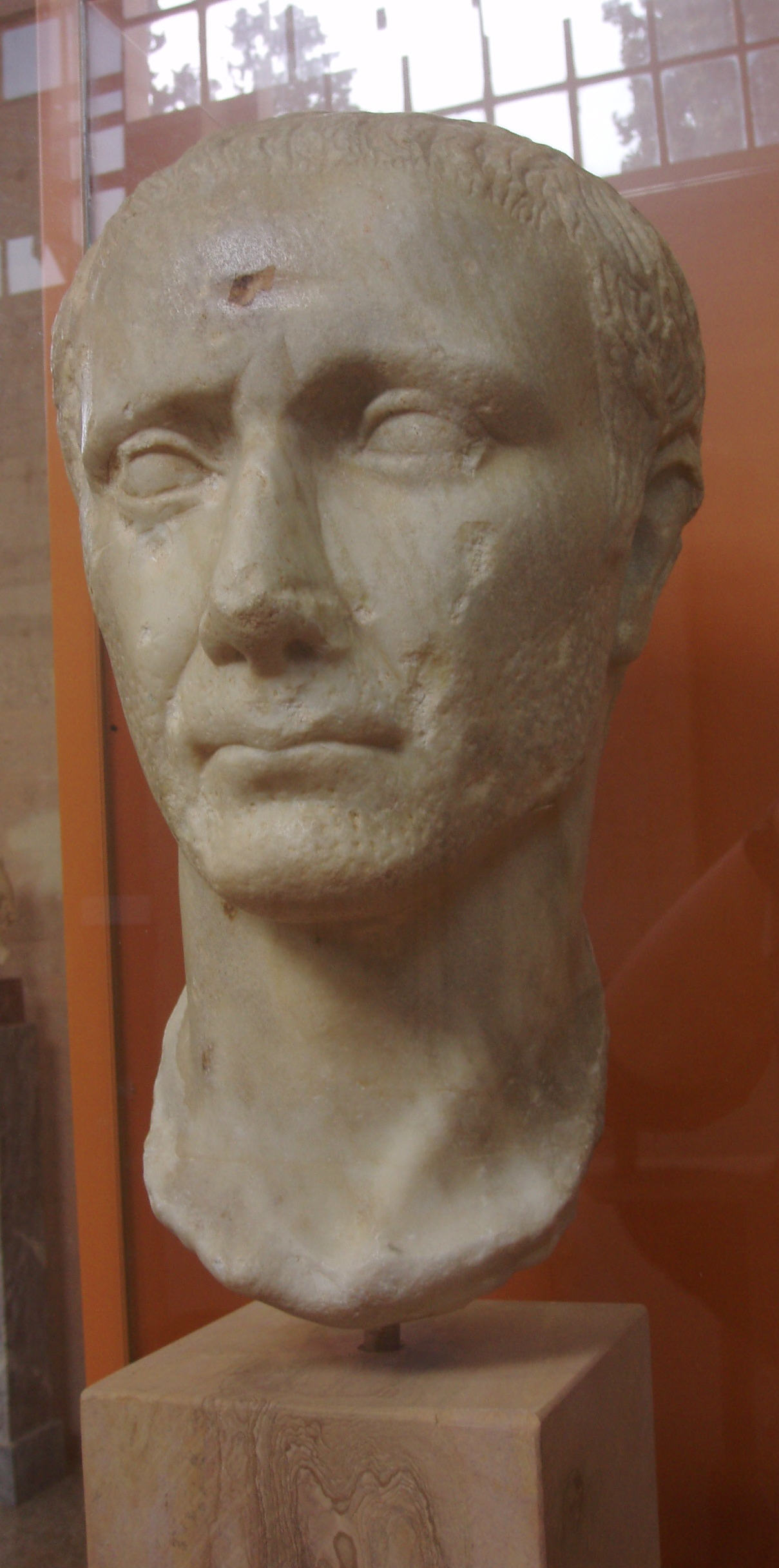
Caesarbüste
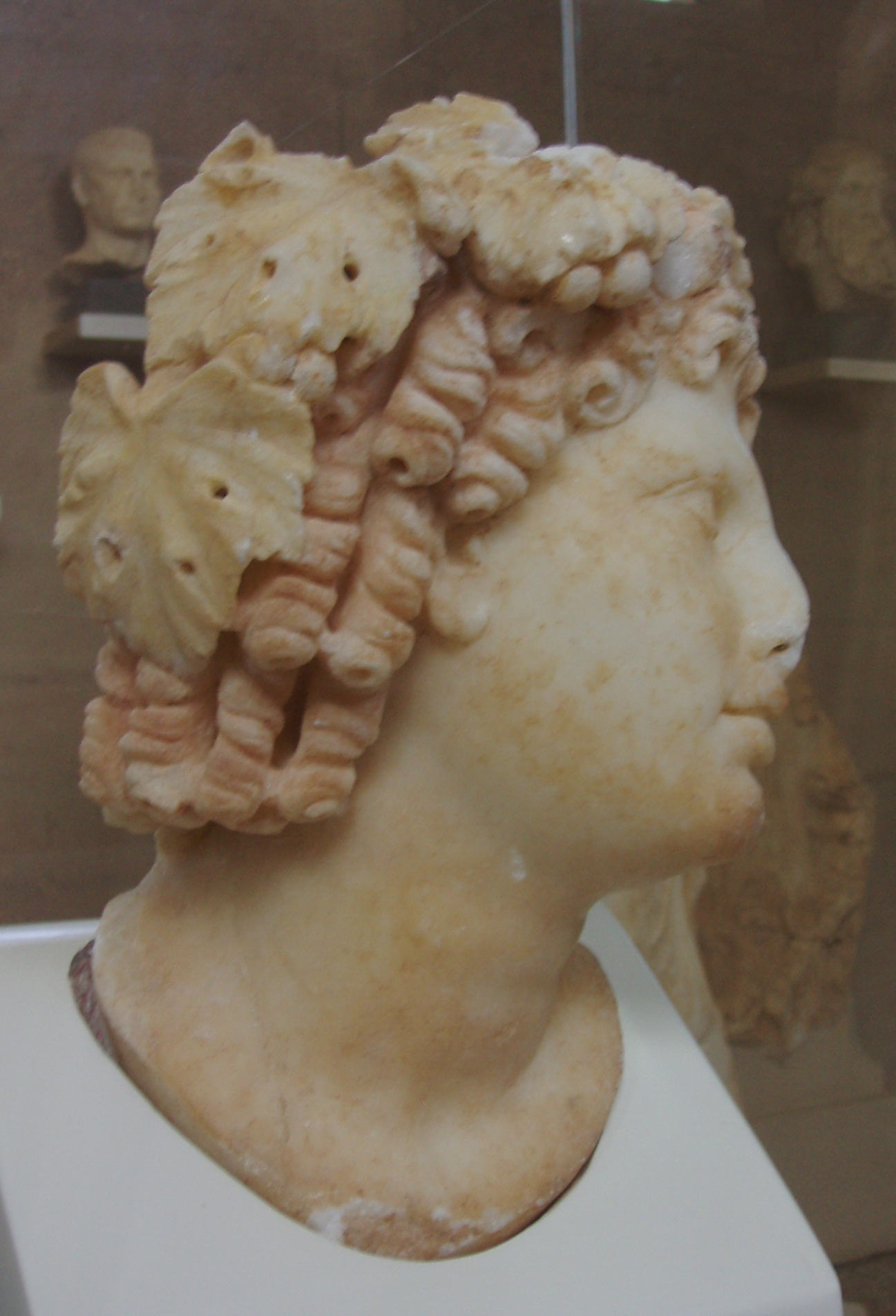
Büste mit Weinlaubkranz
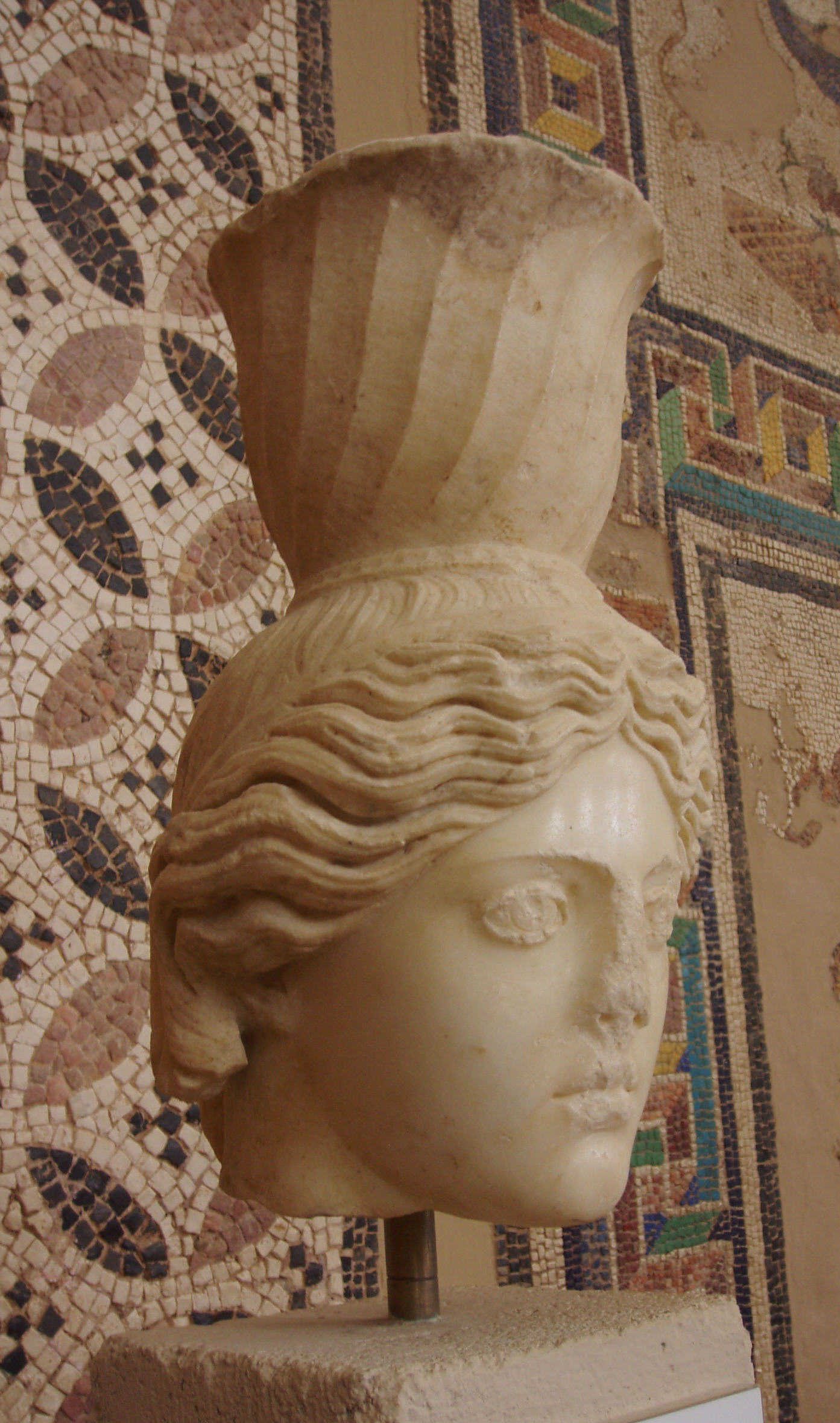
Kanephorenbüste

## Korinth in der Bibel
Das Korinth der Bibel war eine multikulturelle und multireligiöse Stadt, geprägt von verschiedenen Ethnien. Als der Apostel Paulus die Stadt im Jahr 51 oder 52 zum ersten Mal besuchte, war Gallio, ein Bruder des Philosophen Seneca, Prokonsul. Paulus blieb dort 18 Monate lang (Apostelgeschichte 18, 1–18). Hier traf er zum ersten Mal Aquila und Priszilla. Kurz nach seiner Abreise kam auch Apollos von Ephesos nach Korinth. Von Ephesos aus schrieb Paulus um das Jahr 55 n. Chr. – also zwanzig Jahre nach dem Entstehen der Ur-Kirche in Jerusalem – der Gemeinde zu Korinth seinen ersten Brief.
Während des dritten Aufenthaltes des Apostels Paulus im Frühling des Jahres 58 entstand vermutlich der Brief an die Römer. Der 2. Korintherbrief spiegelt die Schwierigkeiten wider, in einer solch kosmopolitischen Stadt eine christliche Gemeinschaft aufrechtzuerhalten.

## Korinth in der Literatur
Johann Wolfgang von Goethe schrieb eine morbide, in der Antike angesetzte Ballade namens Die Braut von Korinth. Ebenso spielt Friedrich Schillers Ballade Die Kraniche des Ibykus im antiken Korinth. In Christa Wolfs Medea spielt Korinth, wie auch nach der antiken Sage, eine große Rolle. Die Stadt ist nach der erfolgreichen Suche nach dem goldenen Vlies das Ziel von Medea und Jason auf der Flucht aus Iolkos.

## Vermischtes
Wegen der hohen Preise für Fremde, für die Korinth in der Antike bekannt war, entstand das Sprichwort „Nicht jede Sache ist die Reise nach Korinth wert“.

## Persönlichkeiten

### Hier geboren
- Periander († 583 v. Chr.), Tyrannherrscher um 628 v. Chr., verhalf der Stadt zu großem Ruhm und zählte später zu den sieben Weisen.